# Sportclub Heerenveen 2019-2020
Questa voce raccoglie le informazioni riguardanti lo Sportclub Heerenveen nelle competizioni ufficiali della stagione 2019-2020.

## Rosa
| N. |                        | Ruolo | Calciatore             |
| -- | ---------------------- | ----- | ---------------------- |
| 1  | Paesi Bassi (bandiera) | P     | Warner Hahn            |
| 2  | Paesi Bassi (bandiera) | D     | Sherel Floranus        |
| 3  | Danimarca (bandiera)   | D     | Daniel Høegh           |
| 4  | Danimarca (bandiera)   | D     | Andreas Skovgaard      |
| 5  | Paesi Bassi (bandiera) | D     | Lucas Woudenberg       |
| 6  | Paesi Bassi (bandiera) | C     | Hicham Faik (capitano) |
| 7  | Serbia (bandiera)      | C     | Nemanja Mihajlović     |
| 8  | Nigeria (bandiera)     | A     | Chidera Ejuke          |
| 10 | Croazia (bandiera)     | A     | Alen Halilović         |
| 11 | Paesi Bassi (bandiera) | A     | Mitchell van Bergen    |
| 12 | Belgio (bandiera)      | C     | Sieben Dewaele         |
| 13 | Paesi Bassi (bandiera) | C     | Jordy Bruijn           |
| 14 | Kosovo (bandiera)      | D     | Ibrahim Drešević       |

| N. |                        | Ruolo | Calciatore          |
| -- | ---------------------- | ----- | ------------------- |
| 15 | Vietnam (bandiera)     | D     | Đoàn Văn Hậu        |
| 16 | Paesi Bassi (bandiera) | D     | Ricardo van Rhijn   |
| 17 | Danimarca (bandiera)   | A     | Anders Dreyer       |
| 18 | Paesi Bassi (bandiera) | D     | Sven Botman         |
| 20 | Paesi Bassi (bandiera) | C     | Joey Veerman        |
| 21 | Paesi Bassi (bandiera) | C     | Rodney Kongolo      |
| 22 | Danimarca (bandiera)   | C     | Emil Frederiksen    |
| 23 | Polonia (bandiera)     | P     | Filip Bednarek      |
| 24 | Paesi Bassi (bandiera) | P     | Trevor Doornbusch   |
| 26 | Paesi Bassi (bandiera) | A     | Arjen van der Heide |
| 28 | Svezia (bandiera)      | C     | Rami Hajal          |
| 31 | Paesi Bassi (bandiera) | C     | Hamdi Akujobi       |
| 32 | Paesi Bassi (bandiera) | C     | Jan Ras             |